# Santa Perpètua de Mogoda
Santa Perpètua de Mogoda è un comune spagnolo di 20 479 abitanti situato nella comunità autonoma della Catalogna.